# Nikola V., protupapa
Protupapa Nikola V., rođen kao Pietro Rainalducci, katolički protupapa od 1328. do 1330. godine. 